# Jonathan Kahn
Pour les articles homonymes, voir Kahn.
Jonathan Kahn, né le 21 décembre 1960 à Londres, Angleterre est un acteur et scénariste britannique.

## Filmographie

### Cinéma

#### Longs métrages
- 1976 : Le Marin qui abandonna la mer (The Sailor Who Fell from Grace with the Sea) de Lewis John Carlino : Jonathan Osborne

### Télévision

#### Séries télévisées
- 1974 : David Copperfield : Davy
- 1979 : Les yeux bleus : David, le correspondant anglais

#### Téléfilm
- 1977 - 1978 : Capitaine courageux (Captains Courageous) d'Harvey Hart : Harvey Cheyne

### Réalisateur
- 1993 : The Chili Con Carne Club

### Scénariste
- 1993 : The Chili Con Carne Club

## Récompenses
- 1993 : American Independent Production Award pour The Chili Con Carne Club
- 1999 : prix spécial du jury pour Girl[2]

### Nominations
- 1977 : Golden Globe de la révélation masculine de l'année pour The Sailor Who Fell from Grace with the Sea